# Micro-drone

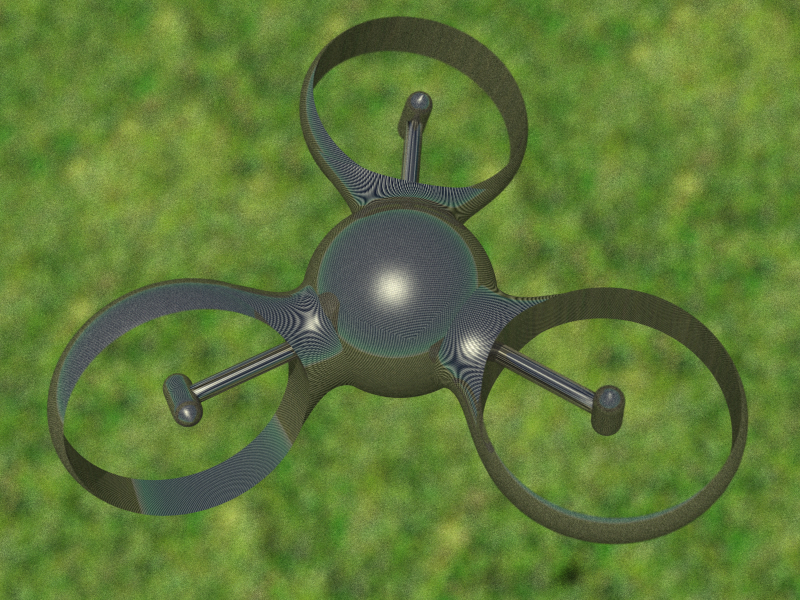
Micro-drone de type Trirotor développé à SUPAERO.

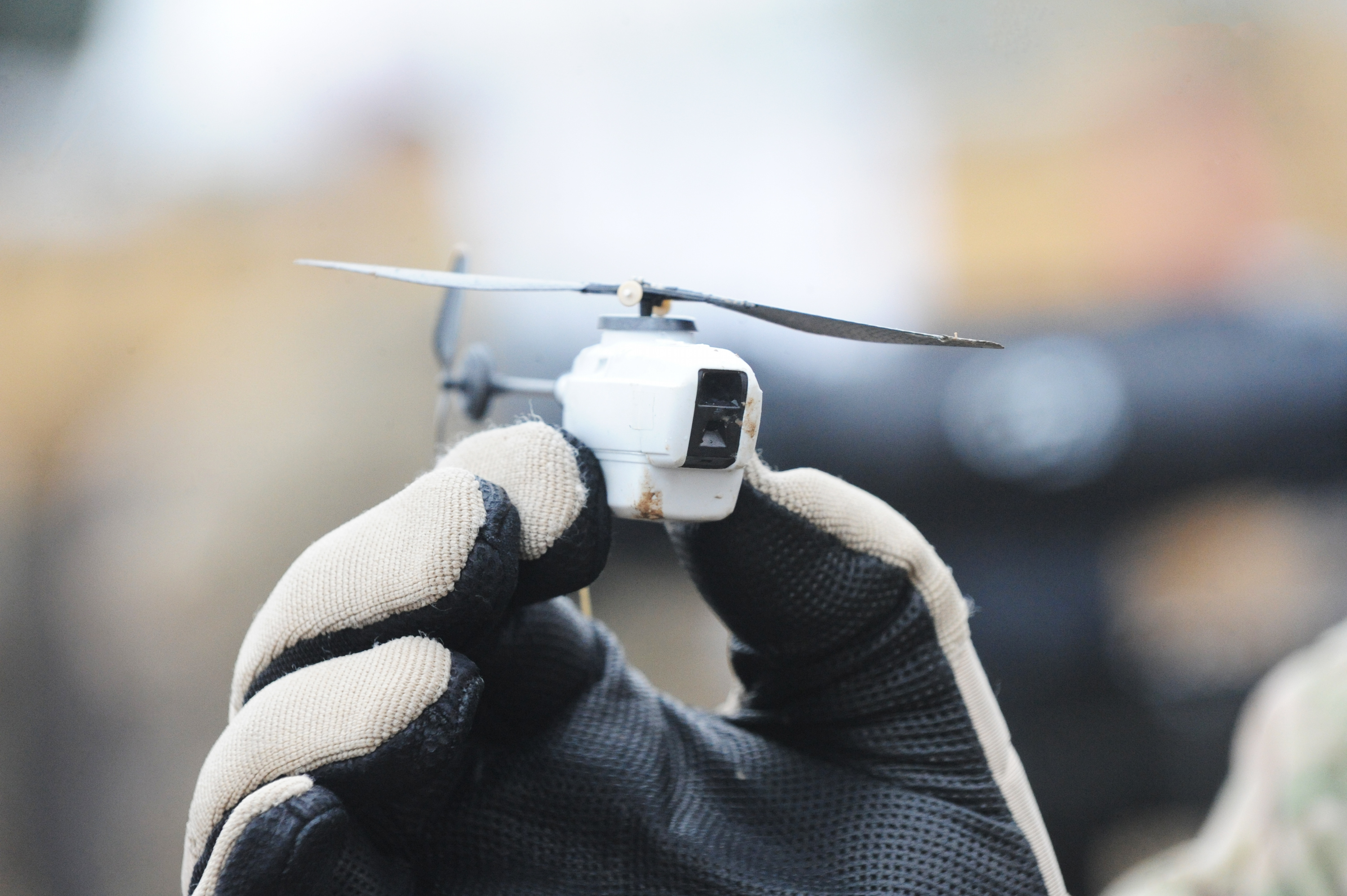
Black Hornet nano.

Un micro-drone est un drone de taille réduite. Les micro-drones représentent la 3e génération de drones. On les nomme parfois MAV (acronyme de l'anglais micro air vehicle).  On passe ainsi du voir derrière la frontière et voir derrière la colline, à voir derrière la maison. Drones et micro-drones sont des sens déportés.
De plus, ces petits MAV peuvent accomplir des tâches dont des engins plus gros sont incapables .

## Histoire
En 1993, la société RAND a montré que le développement de systèmes de la taille d'un insecte capables de voler et de ramper était possible et pouvait donner aux États-Unis un avantage militaire significatif.
En 1996, la DARPA a financé la recherche sur les micro-drones à travers le programme SBIP (Small Business Innovation Program). À cette époque, il a été convenu que des micro-drones de six pouces (environ 15 cm) étaient faisables et capables d'effectuer des missions extrêmement utiles.
L'histoire dans ce champ de recherche suggère  leurs futures applications. Un micro-drone pourra être utilisé, par exemple, pour de la recherche et de l'assistance aux victimes,  pour de la surveillance par des forces militaires ou des forces du maintien de l'ordre, ou encore de la détection d'agents chimiques ou biologiques. Cependant l'utilisation principale sera certainement la reconnaissance dans des espaces confinés.
La difficulté que rencontrent actuellement ces appareils est de combiner le vol de déplacement (avions ailés) au vol d'observation (hélicoptères et voilures tournantes). Le passage du vol extérieur au vol intérieur est aussi un obstacle pour accéder à l'observation intérieure des objectifs.
Le déplacement extérieur nécessite des qualités aérodynamiques de vol et une certaine rapidité (défense par rapport aux éléments aérologiques), le vol intérieur demandant lui de la stabilité, de l'immobilité et une détection fine des obstacles.
Indépendamment des modèles existants actuellement (et pour bon nombre issus du monde de l'aéromodélisme), la recherche pratique et théorique continue notamment au travers de compétitions entre universités, grandes écoles et amateurs. Dans ce domaine, l'apport pratique des aéromodélistes est primordial dans l'approche financière et empirique.
Ces manifestations sont l'occasion de découvrir les capacités de ces appareils.
Un micro-drone présente les caractéristiques suivantes :
- une masse inférieure à 5 kg ;
- une envergure inférieure à 0,7 m.

## Méthodes de vol

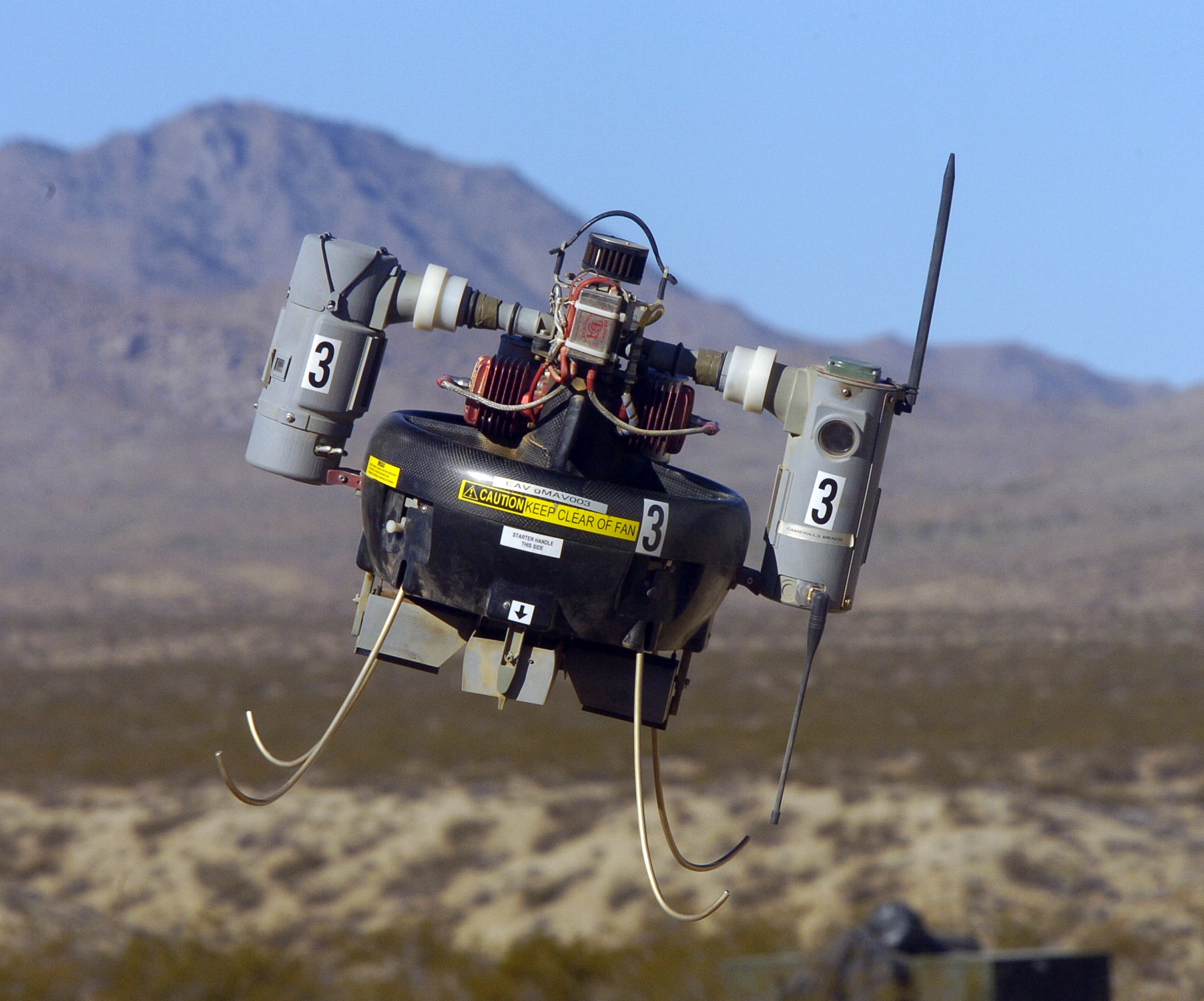
Micro-drone américain en phase de test à la Naval Air Weapons Station China Lake en 2006

Selon la taille du micro-drone, il est plus ingénieux d'utiliser différentes méthodes de vol.
Actuellement, la plupart des micro-drones sont plus gros que des insectes et volent à des nombres de Reynolds plus proches de ceux du vol des oiseaux qu'on sait aujourd'hui relativement bien imiter. De ce fait ce sont généralement des véhicules à rotors (ou voilure tournante) qui utilisent des ailes fixes et des hélices.
Pour les drones plus petits, volant à un nombre de Reynolds plus faible, la mécanique du vol des insectes devient intéressante.
Les bénéfices potentiels des micro-drones sont extrêmement prometteurs. Leurs applications possibles comprennent notamment la détection de drogues ou de poisons, la recherche et le sauvetage dans des bâtiments en feu ou après des catastrophes naturelles. 
Certaines actions des micro-drones pourront évidemment être destructrices. De petites quantités d'explosifs ou d'agents chimiques ou biologiques pourront être transportés pour des tentatives d'assassinats ou des missions trop dangereuses pour un soldat. Les micro-drones pourraient ainsi diminuer la mortalité dans les armées qui en seraient équipées.
D'autres applications militaires sont la reconnaissance et la surveillance. Il est évident que les applications existantes et potentielles des micro-drones posent d'énormes questions concernant le respect des libertés individuelles. Avec la récente évolution des méthodes de guerre, notamment la guérilla urbaine, une intervention bien menée exige une information adéquate pour minimiser les pertes civiles et les dommages à la propriété. L'information obtenue par ces engins peut ainsi sauver des vies et contribuer à une guerre plus chirurgicale.

## Réglementation
En France, les micro-drones sont soumis à la même réglementation que les drones. L'utilisation des micro-drones est donc encadrée, à la fois par le Code de l'aviation civile, le Code des transports ainsi que deux arrêtés spécifiques, en date du 11 avril 2012.

## Limites
La stabilité au vent devient délicate pour les objets légers, mais les insectes, même à large voilure tels que les papillons savent dans une certaine mesure s'y adapter. Un autre problème est que de petits objets mobiles peuvent être considérés comme une proie par un animal prédateur ou un envahisseur par un animal territorial, qui peuvent alors tenter de chasser ou manger le drone.